# Francisco Adolfo de Varnhagen

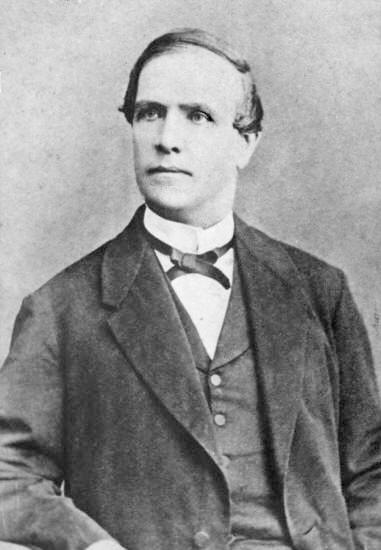
Francisco Adolpho de Varnhagen.

Francisco Adolpho de Varnhagen, född 17 februari 1816 i Iperó, död 26 juni 1878 i Wien, var en brasiliansk diplomat och skriftställare av tysk härkomst.
Varnhagen som brasilianskt sändebud i Wien och främjade studiet av den äldsta portugisiska (trubadur-)diktningen genom att utge Cancioneiro de Ajuda (1849; med nya anmärkningar 1868) och utdrag av Cancioneiro do Vaticana (1870, under titeln Trovas antigas). Han utgav dessutom en brasiliansk antologi, Florilegio do poesia brasileira (3 band, 1850 och följande), samt författade Historia geral do Brasil (2 band, 1854–1857), Amerigo Vespucci (1865) med mera.